# Electric Bird Digest
Electric Bird Digest es el sexto álbum de estudio de la banda de rock Young Fresh Fellows. Fue lanzado en 1991 por Frontier Records, el cual sería el último álbum que lanzaría la banda junto con esta discográfica. El LP original incluía un sencillo gratis con las canciones "Zip-A-Dee-Doo-Dah", "Skyscraper of Facts" y "The Teen Thing".

## Lista de canciones
1. Telephone Tree
2. Sittin' on a Pitchfork
3. Looking Around
4. Hillbilly Drummer Girl
5. Whirlpool
6. Once in a While
7. Teen Thing
8. Thirsty
9. Fear Bitterness and Hatred
10. Hard to Mention
11. Tomorrow's Gone (And So Are You)
12. Evening
13. There's a Love
14. Swiftly But Gently